# De hemelboom
De hemelboom is een stripverhaal geschreven door Paul Geerts.

## Achtergronden bij het verhaal
Het verhaal gaat over Jade, Mo en het draakje Plakapong. Inspiratie hiervoor kreeg hij tijdens zijn reis door Vietnam.

## Achtergronden bij de uitgaven
- Het verhaal verscheen voor het eerst in de in september 2005 verschenen biografie van Paul Geerts.
- Op het Stripfestival Middelkerke van 15 juli 2006 tot en met 6 augustus 2006 verscheen het verhaal los in albumvorm, alsmede een luxe uitvoering van het verhaal in een oplage van 200 exemplaren. De opbrengst van de luxe uitvoering kwam ten goede aan VZW Lucia, een organisatie die zich inzet voor jonge kansarme gezinnen. Paul is hier ambassadeur van. Er verscheen ook een speciale champagnefles met etiket van De hemelboom.